# Камада, Митиаки
Митиаки Камада (яп. 鎌田 道章 Камада Митиаки), (15 января 1890, Эхиме — 18 октября 1947, Понтианак) — вице-адмирал императорского флота Японии, военный преступник.

## Биография
Родился в 1890 году в префектуре Эхиме. В 1911 году закончил Кайгун хэйгакко, служил мичманом на крейсерах «Асо» и «Иватэ», подлейтенантом на эскадренном броненосце «Сикисима», крейсере «Идзумо», броненосном крейсере «Цукуба», эсминце «Кацура». В 1918 году был произведён в лейтенанты, служил на линкоре «Муцу», гидрографических судах «Мусаси» и «Ямато». В феврале 1924 года стал начальником артиллерийской части на линкоре «Исэ». После производства в декабре 1924 года в лейтенант-коммандеры служил на крейсерах «Кисо» и «Абукума», а 30 ноября 1929 года получил под командование свой первый корабль — эсминец «Ходзу».
В декабре 1930 года Митиаки Камада был произведён в коммандеры и получил назначение на линкор «Хиэй», где служил до ноября 1934 года. В ноябре 1935 года был произведён в кэптены и стал командиром крейсера «Тэнрю». Затем он командовал крейсерами «Идзумо», «Како», «Асигара» и «Юбари». В октябре 1940 года получил назначение в Генеральный штаб Императорского флота Японии. 15 октября 1941 года был произведён в контр-адмиралы.
С октября 1942 года по декабрь 1943 года Митиаки Камада служил в командных и штабных структурах 8-го флота, действовавшего в водах Новой Гвинеи. 23 августа 1944 года он принял командование над военно-морскими силами, подчинёнными 22-й морской базе, базировавшейся в Баликпапане, что сделало его военным губернатором  нидерландского Калимантана. 1 мая 1945 года был произведён в вице-адмиралы. 8 сентября 1945 года капитулировал перед австралийским генерал-майором Эдвардом Милфордом.
После капитуляции Японии нидерландский военный трибунал в Понтианаке обвинил Митиаки Камаду в военных преступлениях: казни 1500 туземцев на западном Калимантане, и плохом обращении с 2000 нидерландских военнопленных на острове Флорес. Камаде был вынесен смертный приговор, который был приведён в исполнение 18 октября 1947 года.